# All You Need Is Kill
《All You Need Is Kill》是日本作家櫻坂洋的輕小說作品。於2004年由集英社出版發行，安倍吉俊負責插畫。2014年由小畑健改編成漫畫版，於集英社漫畫雜誌“週刊YOUNG JUMP”連載，單行本全2卷。

## 劇情簡介
在近未來的世界，人類遭到不明怪物的攻擊，為了對抗這種怪物，人類組成了聯合防疫軍進行抗戰，人們將這些怪物稱為「擬態」。
本作以主角桐谷啟二的第一人稱視角敘述故事，講述一次死亡導致時間回溯，意外的回到出戰的前一天。就在無止盡的輪迴中，第158次迴圈終於跟被稱為戰場的母狗的女性麗塔·布拉塔斯基相遇了，此次相遇意外得知麗塔也有輪迴的經驗。

## 登場人物
桐谷啟二
本作主角。為聯合防疫軍JP剛畢業的新兵。
麗塔·布拉塔斯基
為聯合防疫軍US特殊部隊所屬的菁英。
與那原仁
啟二的同梯，早入伍3年的學長。
巴托洛梅·費列渥
啟二所屬部隊的軍曹。
夏絲塔·萊露
麗塔的專屬整備技師，啟二曾拜託他製作跟麗塔一樣的戰斧。
蕾契兒·如月
任職第二餐廳的民間營養師，因其外貌美麗、廚藝高超，而受到眾多士兵的歡迎。
亞瑟·罕醉克斯
麗塔16歲時的長官，職位為中尉。跟妻子感情很好。

## 出版書籍

### 小說
| 出版社                 | 出版日期       | ISBN/EAN               | 封面、插圖 | 譯者   |
| ---------------------- | -------------- | ---------------------- | ---------- | ------ |
| Super Dash文庫         | 2004年12月18日 | ISBN 4-08-630219-5     | 安倍吉俊   | 不適用 |
| 青文文庫               | 2007年10月2日  | ISBN 978-986-156-896-6 | 不適用     | fafa   |
| 菁英文庫（電影書衣版） | 2014年5月23日  | EAN 471-8016-00936-3   | 不適用     | fafa   |
| JUMP j BOOKS           | 2014年6月19日  | ISBN 978-4-08-703319-9 | 小畑健     | 不適用 |
| 磨铁文化               | 出版预定       | ISBN 978-7-213-10560-9 |            | 蔡东辉 |

### 漫畫
改編漫畫版於集英社漫畫雜誌《週刊YOUNG JUMP》2014年6、7合併号至26号期間連載，單行本全2卷。由竹内良輔進行構成、小畑健負責作画。
| 冊數 | 集英社        | 集英社                 | 青文出版社    | 青文出版社             | 科幻世界   | 科幻世界               |
| 冊數 | 發售日期      | ISBN                   | 發售日期      | ISBN                   | 發售日期   | ISBN                   |
| ---- | ------------- | ---------------------- | ------------- | ---------------------- | ---------- | ---------------------- |
| 1    | 2014年6月19日 | ISBN 978-4-08-880125-4 | 2014年6月19日 | ISBN 978-986-356-037-1 | 2022年12月 | ISBN 978-7-5727-0752-0 |
| 2    | 2014年6月19日 | ISBN 978-4-08-880126-1 | 2014年7月17日 | ISBN 978-986-356-038-8 | 2022年12月 | ISBN 978-7-5727-0752-0 |

## 真人電影
於2014年上映的美國科幻題材真人電影，由湯姆·克魯斯、愛蜜莉·布朗主演，道格·李曼執導。標題改為Edge Of Tomorrow（明日邊界）。美國於2014年6月6日上映，台灣於2014年5月30日上映。

## 動畫電影
2025年3月13日正式宣布，確定該部作品將動畫化，官方同步釋出了前導影片與概念視覺圖。本次動畫由曾擔任《煙囪小鎮的普佩》美術監督的秋本賢一郎擔任導演，動畫製作則交由以 《惡童當街》、《海獸之子》 等作品廣受好評的 STUDIO4℃負責。
根據導演所表示，本次動畫將跳脫原作與電影的框架，以全新視角重新詮釋故事。聚焦於莉塔的內心世界，深入描繪她的孤獨、掙扎，以及與凱吉相遇後的成長，帶來截然不同的體驗。

## 外部連結
- Super Dash文庫特設網頁（页面存档备份，存于）（日語）